# Kallingeskolan
Kallingeskolan uppfördes ursprungligen som en solitär skolbyggnad i början av 1920-talet, sannolikt år 1924. Den ursprungliga byggnaden har en nationalromantiskt utformad fasad i rödbrunt tegel och taktäckning av lertegel. Denna ursprungliga skolbyggnad var föremål för en ombyggnad 1955 där bland annat nya takkupor planerades tillsammans med förändringar av fönstersättningarna i fasaden. Av denna planerade ombyggnad genomfördes endast förändringar av byggnadens fönster. 
En senare utökningen med nya skolbyggnader genomfördes i början av 1960-talet. Dessa fick även fasader av tegel, men då istället en gul trådskuren tegeltyp. Utöver fler skollokaler, så byggdes också en sporthall och skolbespisning 1963. Skolan fick en separat byggnad i ett våningsplan för undervisning i teknik, som färdigställdes 1966. Under 2000-talet har Kallingeskolan byggts till med ett integrerat folk- och skolbibliotek. Skolan omfattar även en verksamhet från förskoleklass till och med årskurs 9.